# العلاقات البرازيلية البوسنية
العلاقات البرازيلية البوسنية هي العلاقات الثنائية التي تجمع بين البرازيل والبوسنة والهرسك.

## مقارنة بين البلدين
هذه مقارنة عامة ومرجعية للدولتين:
| وجه المقارنة                                              | البرازيل | البوسنة والهرسك                                             |
| --------------------------------------------------------- | --- | ----------------------------------------------------------- |
| المساحة (كم2)                                             | 8.52 مليون | 51.20 ألف                                                   |
| عدد السكان (نسمة)                                         | 202.66 مليون | 3.51 مليون                                                  |
| الكثافة السكانية (ن./كم²)                                 | 23.79 | 68.55                                                       |
| العاصمة                                                   | برازيليا، ريو دي جانيرو | سراييفو                                                     |
| اللغة الرسمية                                             | برتغالية برازيلية، Brazilian Sign Language ‏ | اللغة البوسنوية، اللغة الكرواتية، اللغة الصربية             |
| العملة                                                    | ريال برازيلي، كروزيرو ريال برازيلي ‏، كروزيرو البرازيلية (1990–1993)، البرازيلي كروزادو نوفو، كروزادو برازيلي، cruzeiro ‏، كروزيرو البرازيلية (1942–1967)، الريال البرازيلي (قديم) | مارك بوسني                                                  |
| الناتج المحلي الإجمالي (بليون دولار)                      | 2.06 تريليون | 18.17 مليار                                                 |
| الناتج المحلي الإجمالي (تعادل القوة الشرائية) بليون دولار | 3.22 تريليون | 41.35 مليار                                                 |
| الناتج المحلي الإجمالي الاسمي للفرد دولار أمريكي          | 8.54 ألف | 4.25 ألف                                                    |
| الناتج المحلي الإجمالي للفرد دولار أمريكي                 | 15.89 ألف | 10.43 ألف                                                   |
| مؤشر التنمية البشرية                                      | 0.754 | 0.733                                                       |
| رمز المكالمات الدولي                                      | +55 | +387                                                        |
| رمز الإنترنت                                              | .br | .ba                                                         |
| المنطقة الزمنية                                           | | توقيت وسط أوروبا، ت ع م+01:00، ت ع م+02:00، أوروبا/سراييفو ‏ |

## منظمات دولية مشتركة
يشترك البلدان في عضوية مجموعة من المنظمات الدولية، منها:
| علم المنظمة | اسم المنظمة                        | تاريخ انضمام البرازيل | تاريخ انضمام البوسنة والهرسك |
| ----------- | ---------------------------------- | --------------------- | ---------------------------- |
|             | الاتحاد البريدي العالمي            | ?                     | ?                            |
|             | يونسكو                             | 4 نوفمبر 1946         | 2 يونيو 1993                 |
|             | البنك الدولي للإنشاء والتعمير      | 14 يناير 1946         | 25 فبراير 1993               |
|             | وكالة ضمان الاستثمار متعدد الأطراف | 7 يناير 1993          | 19 مارس 1993                 |
|             | الاتحاد الدولي للاتصالات           | 4 يوليو 1877          | 20 أكتوبر 1992               |
|             | مؤسسة التمويل الدولية              | 31 ديسمبر 1956        | 25 فبراير 1993               |
|             | منظمة الشرطة الجنائية الدولية      | ?                     | ?                            |
|             | الأمم المتحدة                      | 24 أكتوبر 1945        | 22 مايو 1992                 |
|             | مؤسسة التنمية الدولية              | 15 مارس 1963          | 25 فبراير 1993               |
|             | منظمة حظر الأسلحة الكيميائية       | ?                     | ?                            |

## وصلات خارجية
- موقع وزارة الخارجية البرازيلية
- موقع وزارة الخارجية البوسنية